# Goričice
Goričice so naselje v Občini Cerknica. Ustanovljeno je bilo leta 1989 iz dela ozemlja naselja Lipsenj. Leta 2015 je imelo 87 prebivalcev.